# Volby na Maltě
Volby na Maltě jsou svobodné. Volí se do parlamentu, místních zastupitelstev, Evropského parlamentu a každých pět let probíhají nepřímé prezidentské volby. Do jednokomorového parlamentu je voleno 69 členů na pětileté volební období.

## Dominantní politické strany
- Labouristická strana
- Národní strana
- Demokratická alternativa
- Ajkla
- Liberální aliance